# Pachydissus furvus
Pachydissus furvus là một loài bọ cánh cứng trong họ Cerambycidae.